# كابستر-بيل-أو
كابستر-بيل-أو (بالفرنسية: Capesterre-Belle-Eau)‏ هي بلدية فرنسية يسكنها 19448 نسمة (حسب إحصاء 1 يناير 2011)، وهي تقع في إقليم جوادلوب.

## أعلام
- ليو أندي